# Obeix
Obeix (amb anterioritat escrit Oveix) és un poble de la Vall Fosca situat a la zona central del terme de la Torre de Cabdella, tot i que fins a la darrera modificació dels límits municipals de la Vall n’ocupava la part sud-oest. És un dels tres nucli del Solà, juntament amb Astell i Aguiró.
S'hi accedeix per una pista rural asfaltada, que surt del quilòmetre 12,5 de la carretera L-503, 1,5 km al nord de Molinos. Aquesta pista, plena de revolts, puja al poble d'Astell, en poc més de 2,5 quilòmetres, i continua cap a Obeix i Aguiró. Al cap d'1,6 km, des d'Astell hi ha el trencall cap a Obeix (a l'esquerra) i Aguiró (a la dreta). Des del trencall fins a Oveix hi ha menys de 500 metres.
Dins del poble hi ha l'església parroquial romànica de Santa Maria. Prop del poble, a més, també hi ha l'ermita romànica de Sant Cristau.

## Etimologia
Documentat des del 834, a causa del monestir benedictí que hi hagué (domum Sti. Vicentii de Ovece, Joan Coromines (op. cit.) no dubta a atribuir a aquest topònim un origen basc: d’obe i etxe, seria la casa dels pastors, tot i que també hi podria haver incidit l'arrel oi, amb el significat de ‘rústic’.
| Portal de ponent | Església de Santa Maria |
| Portal de ponent | Església de Santa Maria |

| Portals del clos del poble | Portals del clos del poble | Portals del clos del poble |
| -------------------------- | -------------------------- | -------------------------- |
| Portal de llevant          | Portal interior del poble  | Portal interior del poble  |
| Portal de llevant          | Portal interior del poble  | Portal interior del poble  |

## Història
L'origen del poble d'Obeix es troba lligat al castell d'aquest mateix nom, que encara constava el 1381 amb quatre focs. Se'n desconeix l'emplacement. El lloc pertanyia a la baronia de Bellera, des d'època medieval fins a l'extinció de les senyories, al segle xix.
Al cens de Floridablanca, del 1787, Obeix presenta 90 habitants, dels quals 44 són homes i 46, dones. Aquest cens és molt precís: de solters, 25 homes i 27 dones; de casats, 15 de cada sexe, igual que de vidus: 4 i 4. Un dels 90 és capellà; 26, pagesos; 5, jornalers, i 3, criats. Els altres (dones i canalla) en sumen 55.
Entre 1812 i el febrer del 1847 gaudí d'ajuntament propi. Es formà a partir de la promulgació de la Constitució de Cadis i el seu desplegament; i fou suprimit, en agregar-lo a la Torre de Cabdella, a causa del límit fixat en la llei municipal del 1845, del mínim de 30 veïns (caps de família) indispensables per a mantenir l'ajuntament propi.
Obeix apareix en el Diccionario geográfico... de Pascual Madoz (1845) de la manera següent: “situat en una vall envoltada pel nord, sud i oest per un turó denominat Obach o de Obeix, està només exposat als vents de l'est. El clima és fred, propens a reumes. El formen 5 cases pobres, una font a l'entrada del poble i l'església parroquial. Hi ha en el terme l'ermita de Sant Cristau, una pedrera de guix i una mina sense explotar. El terreny és de secà i de qualitat mitjana. S'hi produïa blat, sègol, blat de moro, llegums, i s'hi criaven ovelles, vaques i mules. La caça era de perdius i conills. Formaven el poble 5 veïns (caps de família) i 59 ànimes (habitants).”.
Vers el 1910, Obeix tenia 25 edificis, amb 62 habitants, segons Ceferí Rocafort (op. cit.).
El 1970 tenia 33 habitants, que havien quedat en 23 el 1981, i tornaven a ser-ne 30 el 2005. Deu anys més tard, la xifra havia minvat fins als 29.

## Festes i tradicions
Obeix és dels pobles que surten esmentats a les conegudes cobles d'en Payrot, fetes per un captaire fill de la Rua, a mitjan segles XIX. Deia, en el tros d'Obeix:
| «                | Puja cap a Santa Coloma i no en troba sinó dos, Castellvill i Castellnou Bellanos i Vilancòs. I passa a Oveix i Aguiró la digo, digo, digo, i passa a Oveix i Aguiró i es menja la carn de moltó. | » |
| — Payrot, Cobles | |   |

Jaume Arnella també dedica un esment a Obeix en el seu Romanço de la Vall Fosca, romanç tradicional de nova creació. Després del fragment dedicat a la Plana de Mont-ros, diu:
| «                                         | Astell, Oveix i Aguiró, els tres pobles del Solà, i els tres pobles de la Coma: Paüls, Mont-ros, Pobellà. | » |
| — Jaume Arnella, Romanço de la Vall Fosca | |   |

I el Romanço... continua a la Torre de Cabdella.